# Lone Star Raiders
Lone Star Raiders è un film del 1940 diretto da George Sherman.
È un film western statunitense con Robert Livingston, Bob Steele e Rufe Davis. Fa parte della serie di 51 film western dei Three Mesquiteers, basati sui racconti di William Colt MacDonald e realizzati tra il 1936 e il 1943.

## Produzione
Il film, diretto da George Sherman su una sceneggiatura di Joseph Moncure March e Barry Shipman con il soggetto di Charles F. Royal  (basato sui personaggi creati da William Colt MacDonald), fu prodotto da Louis Gray per la Republic Pictures e girato nell'Iverson Ranch a Chatsworth in California.

## Distribuzione
Il film fu distribuito negli Stati Uniti nel 1940 al cinema dalla Republic Pictures. È stato distribuito anche in Brasile con il titolo O Cavalo Justiceiro.

## Promozione
La tagline è: "CHAMPIONS OF JUSTICE!...the Mesquiteers...three pals of the plains always on the trail of trouble!".